# Traubach-le-Haut
Traubach-le-Haut é uma comuna francesa na região administrativa de Grande Leste, no departamento Alto Reno. Estende-se por uma área de 6,9 km². Em 2010 a comuna tinha 612 habitantes (densidade: 88,7 hab./km²).